# Округ Меркиш-Одерланд
Округ Меркиш-Одерланд је округ на крајњем истоку Немачке, уз границу са Пољском. Административно припада савезној држави Бранденбург.
Површина округа је 2.127,99 км². Крајем 2009. округ Меркиш-Одерланд имао је 191.067 становника. Има 45 насеља, од којих је седиште управе у месту Зелов.
Округ обухвата мочварно и пољопривредно земљиште између реке Одра и територије града Берлина.